# Ursus 1222
Ursus 1222 – ciągnik rolniczy produkcji zakładów Ursus w Warszawie.

## Dane techniczne
- Silnik – wysokoprężny czterosuwowy, z bezpośrednim wtryskiem paliwa:
- silnik marki Martin Diesel Z8701.1
- liczba cylindrów: 6
- pojemność skokowa: 6842 cm³
- jednostkowe zużycie paliwa: 245 g/Kw
- moc silnika 117 KM
- smarowanie: rozbryzgowe i pod ciśnieniem
- chłodzenie: cieczowe, wymuszone pompą wody z chłodnicą, wentylatorem i termostatem

- Liczba biegów:
  - w przód: 16
  - wstecz: 8
- Zakres prędkości jazdy: 2,4-25,5 km/h
- Liczba obrotów WOM: 540 i 1000 obr./min
- Podnośnik hydrauliczny:
- regulacja: siłowa, mieszana pozycyjna, ciśnieniowa oraz prędkość opuszczania

- Akumulator: 3SE-120Z (6 V – 120 Ah) 4 szt.
- Rozrusznik o mocy: 4,4 kW - 6 KM, (24 V – R20e)
- Rozstaw osi: 270 cm
- Rozstaw kół:
  - przednich: 135, 150, 165, 180 cm
  - tylnych: 150-187 co 7,5 cm
- Ogumienie:
  - przód: 7,50-20 (6PR) [cal]
  - tył: 18,4-34 (8PR) [cal]
- Wymiary:
  - długość: 448 cm
  - szerokość: 197 cm
  - wysokość: 270 cm
- Masa ciągnika gotowego do pracy bez dodatkowych mas obciążających: 4250 kg